# Station Cikowice
Station Cikowice is een spoorwegstation in de Poolse plaats Cikowice.